# 144
Secole: Secolul I - Secolul al II-lea - Secolul al III-lea
Decenii: Anii 90 Anii 100 Anii 110 Anii 120 Anii 130 - Anii 140 - Anii 150 Anii 160 Anii 170 Anii 180 Anii 190
Ani: 139 | 140 | 141 | 142 | 143 | 144 | 145 | 146 | 147 | 148 | 149

## Evenimente
- Încep campaniile romane în Mauretania.

## Decese
- dată necunoscută: Policarp al II-lea al Bizanțului episcop de Bizanț din 141 până în 144 (n. ?)